# Siglé (département)
Pour les articles homonymes, voir Siglé.

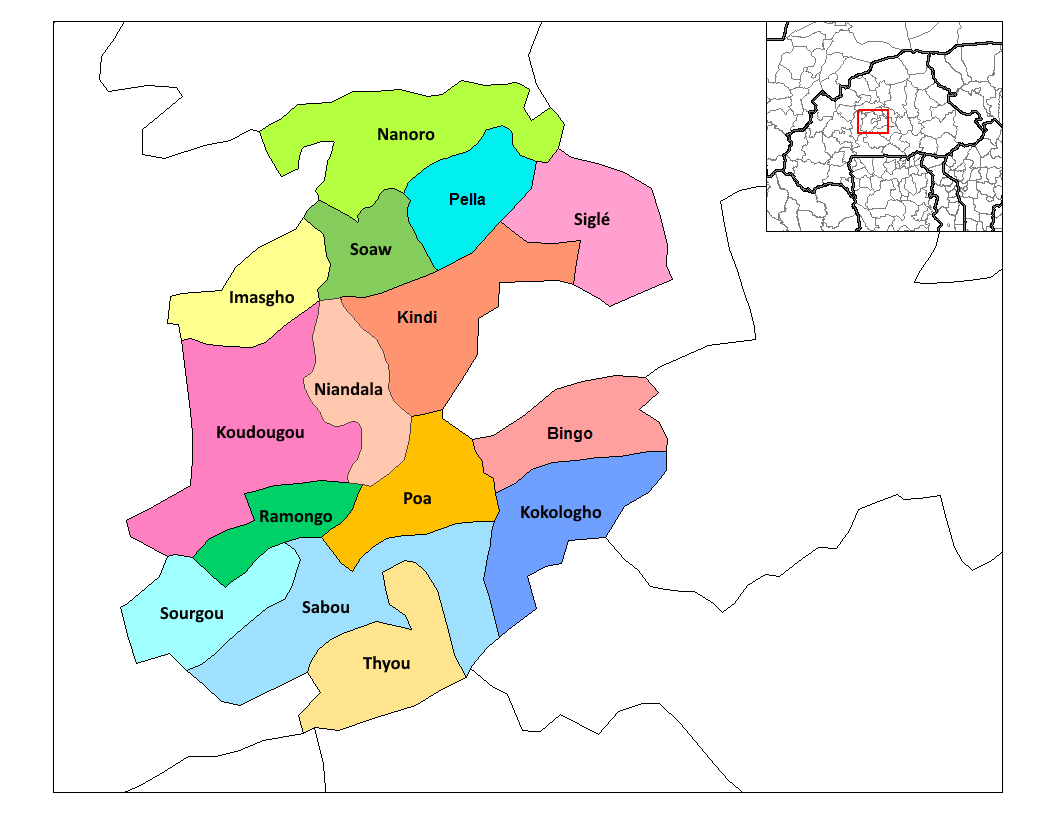
Localisation de la province de Boulkiemdé

Siglé est un département du Burkina Faso située dans la province de Boulkiemdé et dans la région Centre-Ouest.
En 2006, le dernier recensement y comptabilise 29 076 habitants.

## Villes
Le département se compose d'un chef-lieu:
- Siglé

et de 17 communes rurales :
- Balogho
- Bologo
- Boukou
- Dacissé
- Daurnogomdé
- Kouria
- Lallé
- Makoula
- Nafougo
- Palagré
- Palilgogo
- Séguédin
- Semtenga
- Temnaoré
- Tia
- Tio
- Yargo